# Evolvulus chrysotrichos
Evolvulus chrysotrichos är en vindeväxtart som beskrevs av Carl Daniel Friedrich Meisner. Evolvulus chrysotrichos ingår i släktet Evolvulus och familjen vindeväxter. Inga underarter finns listade i Catalogue of Life.